# Peltodytes
Genre
Peltodytes est un genre de petits coléoptères aquatiques trouvés dans le néarctique en Europe, au Proche Orient, et en  Afrique du Nord. 

## Taxonomie
Selon BioLib (15 avril 2018), ce genre contient deux sous-genres :
- Neopeltodytes Satô, 1963
- Peltodytes Régimbart, 1879

## Description
Les Peltodytes se différencient généralement des Haliplus (un genre proche dont les espèces ressemblent beaucoup aux Peltodytes) par la présence de paires de taches noires spécifiques, sur la marge postérieure du pronotum. 
Le genre Peltodytes contient les espèces suivantes :
- Peltodytes alluaudi Guignot, 1936
- Peltodytes bradleyi Young, 1961
- Peltodytes caesus (Duftschmid, 1805)
- Peltodytes callosus (LeConte, 1852)
- Peltodytes congoensis Zimmermann, 1924
- Peltodytes coomani Peschet, 1923
- Peltodytes darlingtoni Young, 1961
- Peltodytes dauricus Zimmermann, 1924
- Peltodytes dietrichi Young, 1961
- Peltodytes dispersus Roberts, 1913
- Peltodytes dunavani Young, 1961
- Peltodytes duodecimpunctatus (Say, 1823)
- Peltodytes edentulus (LeConte, 1863)
- Peltodytes festivus (Wehncke, 1876)
- Peltodytes floridensis Matheson, 1912
- Peltodytes intermedius (Sharp, 1873)
- Peltodytes lengi Roberts, 1913
- Peltodytes litoralis Matheson, 1912
- Peltodytes mexicanus (Wehncke, 1883)
- Peltodytes muticus (LeConte, 1863)
- Peltodytes nodieri Guignot, 1936
- Peltodytes oppositus Roberts, 1913
- Peltodytes ovalis Zimmermann, 1924
- Peltodytes pedunculatus (Blatchley, 1910)
- Peltodytes pekinensis Vondel, 1992
- Peltodytes quadratus Régimbart, 1895
- Peltodytes rotundatus (Aubé, 1836)
- Peltodytes sexmaculatus Roberts, 1913
- Peltodytes shermani Roberts, 1913
- Peltodytes simplex (LeConte, 1852)
- Peltodytes sinensis (Hope, 1845)
- Peltodytes speratus Régimbart, 1906
- Peltodytes sumatrensis Régimbart, 1885
- Peltodytes tamaulipensis Young, 1964
- Peltodytes tortulosus Roberts, 1913